# 디지털 줌

줌 렌즈의 광학적 장치를 통해 화각을 넓히고 좁히는 과정을 일반적으로 광학줌이라 일컫는다. 이와는 달리 디지털 줌(digital zoom)은 렌즈를 통해 들어온 빛이 CCD나 CMOS 등 센서에 닿아 이미지가 생성된 상태에서 전자적으로 화상을 확대하는 방식이다.
소니에서 제조한 카메라는 일반적인 디지털 줌 방식 외에 선명한 이미지 줌이란 표현을 사용하는데 이 기능을 사용하면 일반적인 디지털 줌에 비해 화질 손실이 덜한 디지털 줌 이미지를 얻을 수 있다.
요즘은 디지털 카메라나 각종 촬영기기의 화소가 점점 높아지다 보니 이젠 물리적 화소가 감당할 수 있는 범위 내에서 디지털 줌이 작동하는 경우 화질 손실이 없는 디지털 줌도 가능해졌다.

## 같이 보기
- 이미지 스케일링
- 줌렌즈